# Eleições autárquicas portuguesas de 2001 na Madeira
| Eleições autárquicas portuguesas de 2001 Distritos: Aveiro \| Beja \| Braga \| Bragança \| Castelo Branco \| Coimbra \| Évora \| Faro \| Guarda \| Leiria \| Lisboa \| Portalegre \| Porto \| Santarém \| Setúbal \| Viana do Castelo \| Vila Real \| Viseu \| Açores \| Madeira |

## Resultados por concelho
Os resultados nos concelhos da Região Autónoma da Madeira foram os seguintes:

### Calheta
| Partido                 | Partido                        | Votos  | %               | +/-  | Vereadores | +/-     |
| ----------------------- | ------------------------------ | ------ | --------------- | ---- | ---------- | ------- |
|                         | Partido Social Democrata       | 4 427  | 64,99 / 100,00  | 6,44 | 5 / 7      | 1       |
|                         | CDS-PS                         | 2 010  | 29,51 / 100,00  | Novo | 2 / 7      | Novo    |
|                         | União Democrática Popular      | 92     | 1,35 / 100,00   | 0,54 | 0 / 7      | Estável |
|                         | Coligação Democrática Unitária | 74     | 1,09 / 100,00   | 0,55 | 0 / 7      | Estável |
| Votos Inválidos         | Votos Inválidos                | 209    | 3,07 / 100,00   | 0,71 |            |         |
| Total                   | Total                          | 6 812  | 100,00 / 100,00 |      | 7 / 7      |         |
| Eleitorado/Participação | Eleitorado/Participação        | 10 378 | 65,64 / 100,00  | 0,49 |            |         |

### Câmara de Lobos
| Partido                 | Partido                        | Votos  | %               | +/-   | Vereadores | +/-     |
| ----------------------- | ------------------------------ | ------ | --------------- | ----- | ---------- | ------- |
|                         | Partido Social Democrata       | 8 049  | 64,33 / 100,00  | 12,50 | 6 / 7      | 1       |
|                         | Partido Socialista             | 2 502  | 20,00 / 100,00  | 4,22  | 1 / 7      | 1       |
|                         | Partido Popular                | 764    | 6,11 / 100,00   | 2,01  | 0 / 7      | Estável |
|                         | Coligação Democrática Unitária | 455    | 3,64 / 100,00   | 4,93  | 0 / 7      | Estável |
|                         | União Democrática Popular      | 310    | 2,48 / 100,00   | 0,83  | 0 / 7      | Estável |
| Votos Inválidos         | Votos Inválidos                | 432    | 3,45 / 100,00   | 0,50  |            |         |
| Total                   | Total                          | 12 512 | 100,00 / 100,00 |       | 7 / 7      |         |
| Eleitorado/Participação | Eleitorado/Participação        | 23 350 | 53,58 / 100,00  | 4,06  |            |         |

### Funchal
| Partido                 | Partido                        | Votos  | %               | +/-  | Vereadores | +/-     |
| ----------------------- | ------------------------------ | ------ | --------------- | ---- | ---------- | ------- |
|                         | Partido Social Democrata       | 29 378 | 55,72 / 100,00  | 4,80 | 6 / 9      | Estável |
|                         | PS-CDS                         | 14 392 | 27,30 / 100,00  | Novo | 3 / 9      | Novo    |
|                         | União Democrática Popular      | 3 768  | 7,15 / 100,00   | 1,64 | 0 / 9      | Estável |
|                         | Coligação Democrática Unitária | 3 383  | 6,42 / 100,00   | 0,32 | 0 / 9      | Estável |
| Votos Inválidos         | Votos Inválidos                | 1 804  | 3,42 / 100,00   | 0,47 |            |         |
| Total                   | Total                          | 52 725 | 100,00 / 100,00 |      | 9 / 9      |         |
| Eleitorado/Participação | Eleitorado/Participação        | 97 025 | 54,34 / 100,00  | 4,40 |            |         |

### Machico
| Partido                 | Partido                        | Votos  | %               | +/-  | Vereadores | +/-     |
| ----------------------- | ------------------------------ | ------ | --------------- | ---- | ---------- | ------- |
|                         | Partido Social Democrata       | 6 687  | 52,57 / 100,00  | 5,83 | 4 / 7      | 1       |
|                         | Partido Socialista             | 5 506  | 43,29 / 100,00  | 5,74 | 3 / 7      | 1       |
|                         | Partido Popular                | 114    | 0,90 / 100,00   | 0,01 | 0 / 7      | Estável |
|                         | União Democrática Popular      | 99     | 0,78 / 100,00   | 0,04 | 0 / 7      | Estável |
|                         | Coligação Democrática Unitária | 76     | 0,60 / 100,00   | 0,10 | 0 / 7      | Estável |
| Votos Inválidos         | Votos Inválidos                | 237    | 1,86 / 100,00   | 0,03 |            |         |
| Total                   | Total                          | 12 719 | 100,00 / 100,00 |      | 7 / 7      |         |
| Eleitorado/Participação | Eleitorado/Participação        | 18 842 | 67,50 / 100,00  | 0,18 |            |         |

### Ponta do Sol
| Partido                 | Partido                   | Votos | %               | +/-  | Vereadores | +/-     |
| ----------------------- | ------------------------- | ----- | --------------- | ---- | ---------- | ------- |
|                         | Partido Social Democrata  | 2 821 | 58,35 / 100,00  | 0,20 | 3 / 5      | Estável |
|                         | PS-CDS                    | 1 813 | 37,50 / 100,00  | Novo | 2 / 5      | Novo    |
|                         | União Democrática Popular | 111   | 2,30 / 100,00   | 0,01 | 0 / 5      | Estável |
| Votos Inválidos         | Votos Inválidos           | 90    | 1,86 / 100,00   | 0,13 |            |         |
| Total                   | Total                     | 4 835 | 100,00 / 100,00 |      | 5 / 5      |         |
| Eleitorado/Participação | Eleitorado/Participação   | 7 221 | 66,96 / 100,00  | 1,61 |            |         |

### Porto Moniz
| Partido                 | Partido                        | Votos | %               | +/-  | Vereadores | +/-     |
| ----------------------- | ------------------------------ | ----- | --------------- | ---- | ---------- | ------- |
|                         | Partido Social Democrata       | 1 319 | 58,11 / 100,00  | 2,35 | 3 / 5      | Estável |
|                         | PS-CDS                         | 819   | 36,08 / 100,00  | Novo | 2 / 5      | Novo    |
|                         | Coligação Democrática Unitária | 37    | 1,63 / 100,00   | 0,92 | 0 / 5      | Estável |
|                         | União Democrática Popular      | 21    | 0,93 / 100,00   | 0,62 | 0 / 5      | Estável |
| Votos Inválidos         | Votos Inválidos                | 74    | 3,26 / 100,00   | 1,17 |            |         |
| Total                   | Total                          | 2 270 | 100,00 / 100,00 |      | 5 / 5      |         |
| Eleitorado/Participação | Eleitorado/Participação        | 3 159 | 71,86 / 100,00  | 0,61 |            |         |

### Porto Santo
| Partido                 | Partido                        | Votos | %               | +/-   | Vereadores | +/-     |
| ----------------------- | ------------------------------ | ----- | --------------- | ----- | ---------- | ------- |
|                         | Partido Social Democrata       | 2 170 | 72,97 / 100,00  | 15,20 | 4 / 5      | 1       |
|                         | Partido Socialista             | 685   | 23,03 / 100,00  | 14,92 | 1 / 5      | 1       |
|                         | Partido Popular                | 32    | 1,08 / 100,00   | 0,62  | 0 / 5      | Estável |
|                         | União Democrática Popular      | 13    | 0,44 / 100,00   | 0,08  | 0 / 5      | Estável |
|                         | Coligação Democrática Unitária | 4     | 0,13 / 100,00   | 0,03  | 0 / 5      | Estável |
| Votos Inválidos         | Votos Inválidos                | 70    | 2,36 / 100,00   | 0,30  |            |         |
| Total                   | Total                          | 2 974 | 100,00 / 100,00 |       | 5 / 5      |         |
| Eleitorado/Participação | Eleitorado/Participação        | 4 162 | 71,46 / 100,00  | 6,25  |            |         |

### Ribeira Brava
| Partido                 | Partido                   | Votos  | %               | +/-  | Vereadores | +/-     |
| ----------------------- | ------------------------- | ------ | --------------- | ---- | ---------- | ------- |
|                         | Partido Social Democrata  | 4 908  | 75,75 / 100,00  | 3,24 | 6 / 7      | Estável |
|                         | PS-CDS                    | 1 117  | 17,24 / 100,00  | Novo | 1 / 7      | Novo    |
|                         | União Democrática Popular | 200    | 3,09 / 100,00   | 1,31 | 0 / 7      | Estável |
| Votos Inválidos         | Votos Inválidos           | 254    | 3,92 / 100,00   | 0,57 |            |         |
| Total                   | Total                     | 6 479  | 100,00 / 100,00 |      | 7 / 7      |         |
| Eleitorado/Participação | Eleitorado/Participação   | 11 176 | 57,97 / 100,00  | 3,06 |            |         |

### Santa Cruz
| Partido                 | Partido                        | Votos  | %               | +/-     | Vereadores | +/-     |
| ----------------------- | ------------------------------ | ------ | --------------- | ------- | ---------- | ------- |
|                         | Partido Social Democrata       | 8 896  | 59,04 / 100,00  | 11,61   | 5 / 7      | 1       |
|                         | PS-CDS                         | 4 886  | 32,42 / 100,00  | Novo    | 2 / 7      | Novo    |
|                         | União Democrática Popular      | 457    | 3,03 / 100,00   | 1,52    | 0 / 7      | Estável |
|                         | Coligação Democrática Unitária | 424    | 2,81 / 100,00   | 1,19    | 0 / 7      | Estável |
| Votos Inválidos         | Votos Inválidos                | 406    | 2,69 / 100,00   | Estável |            |         |
| Total                   | Total                          | 15 069 | 100,00 / 100,00 |         | 7 / 7      |         |
| Eleitorado/Participação | Eleitorado/Participação        | 23 140 | 65,12 / 100,00  | 2,32    |            |         |

### Santana
| Partido                 | Partido                        | Votos | %               | +/-  | Vereadores | +/-     |
| ----------------------- | ------------------------------ | ----- | --------------- | ---- | ---------- | ------- |
|                         | Partido Social Democrata       | 3 077 | 58,79 / 100,00  | 2,96 | 3 / 5      | 1       |
|                         | PS-CDS                         | 1 661 | 31,71 / 100,00  | Novo | 2 / 5      | Novo    |
|                         | União Democrática Popular      | 137   | 2,62 / 100,00   | 1,22 | 0 / 5      | Estável |
|                         | Coligação Democrática Unitária | 120   | 2,29 / 100,00   | 1,08 | 0 / 5      | Estável |
| Votos Inválidos         | Votos Inválidos                | 239   | 4,57 / 100,00   | 0,64 |            |         |
| Total                   | Total                          | 5 234 | 100,00 / 100,00 |      | 5 / 5      |         |
| Eleitorado/Participação | Eleitorado/Participação        | 8 791 | 59,54 / 100,00  | 2,28 |            |         |

### São Vicente
| Partido                 | Partido                        | Votos | %               | +/-  | Vereadores | +/-     |
| ----------------------- | ------------------------------ | ----- | --------------- | ---- | ---------- | ------- |
|                         | Partido Social Democrata       | 2 219 | 64,75 / 100,00  | 4,76 | 4 / 5      | Estável |
|                         | PS-CDS                         | 863   | 25,18 / 100,00  | Novo | 1 / 5      | Novo    |
|                         | União Democrática Popular      | 110   | 3,21 / 100,00   | 1,83 | 0 / 5      | Estável |
|                         | Coligação Democrática Unitária | 58    | 1,69 / 100,00   | 0,87 | 0 / 5      | Estável |
| Votos Inválidos         | Votos Inválidos                | 177   | 5,16 / 100,00   | 0,71 |            |         |
| Total                   | Total                          | 3 426 | 100,00 / 100,00 |      | 5 / 5      |         |
| Eleitorado/Participação | Eleitorado/Participação        | 6 036 | 56,78 / 100,00  | 2,09 |            |         |